# Heteromeles arbutifolia
Heteromeles arbutifolia är en rosväxtart som först beskrevs av John Lindley, och fick sitt nu gällande namn av M. Roemer. Heteromeles arbutifolia ingår i släktet Heteromeles och familjen rosväxter.

## Underarter
Arten delas in i följande underarter:
- H. a. cerina
- H. a. macrocarpa

## Bildgalleri

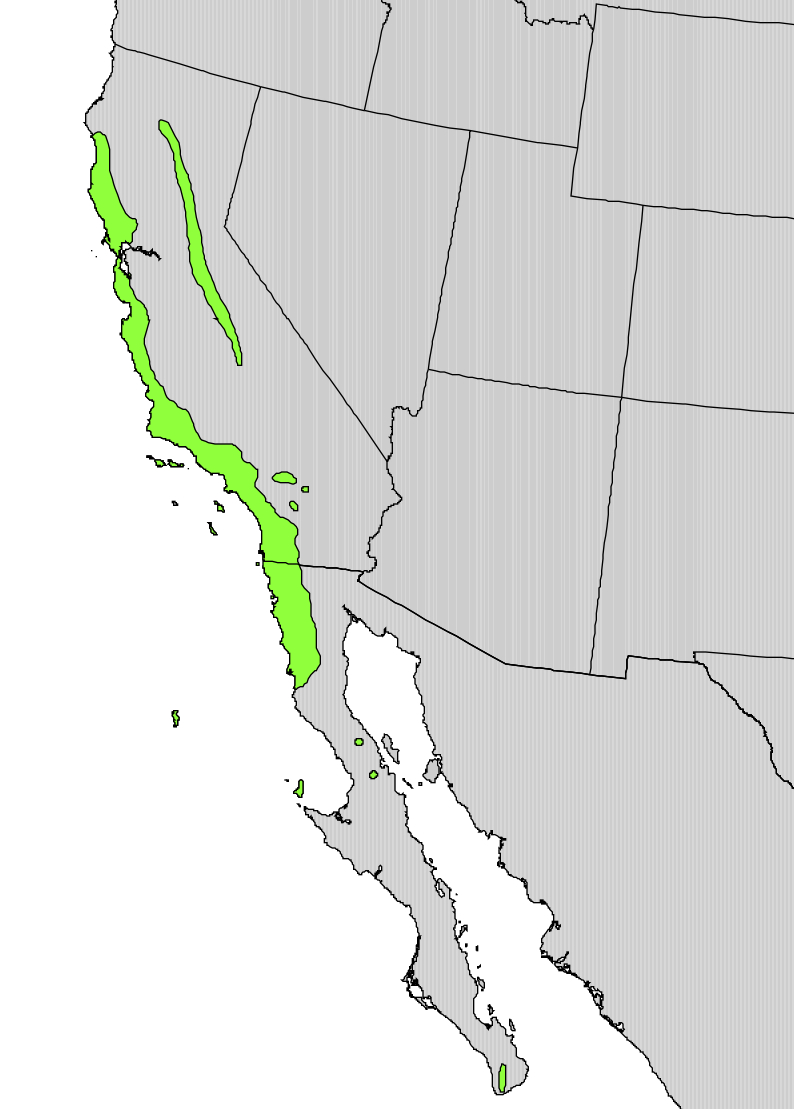
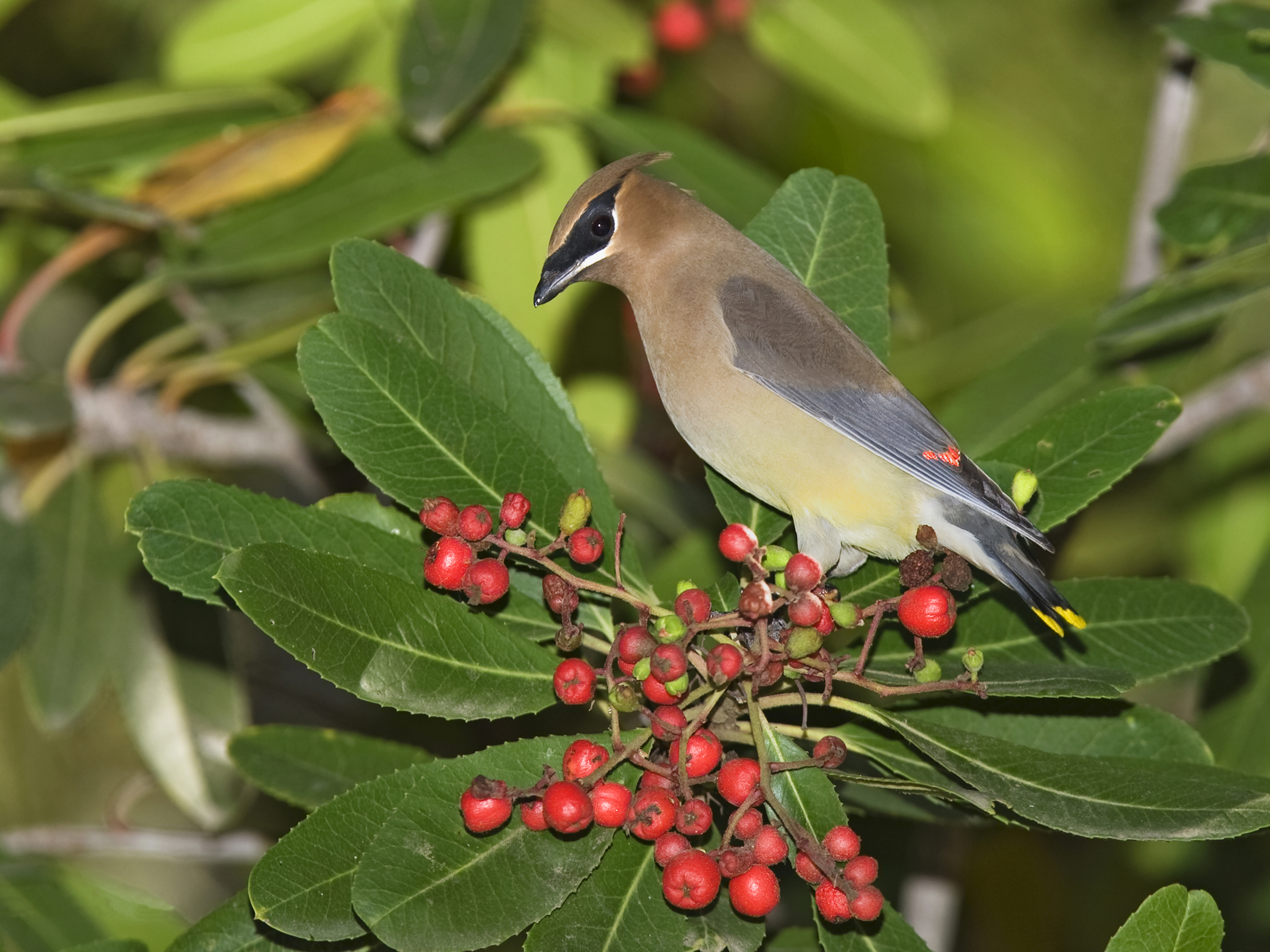
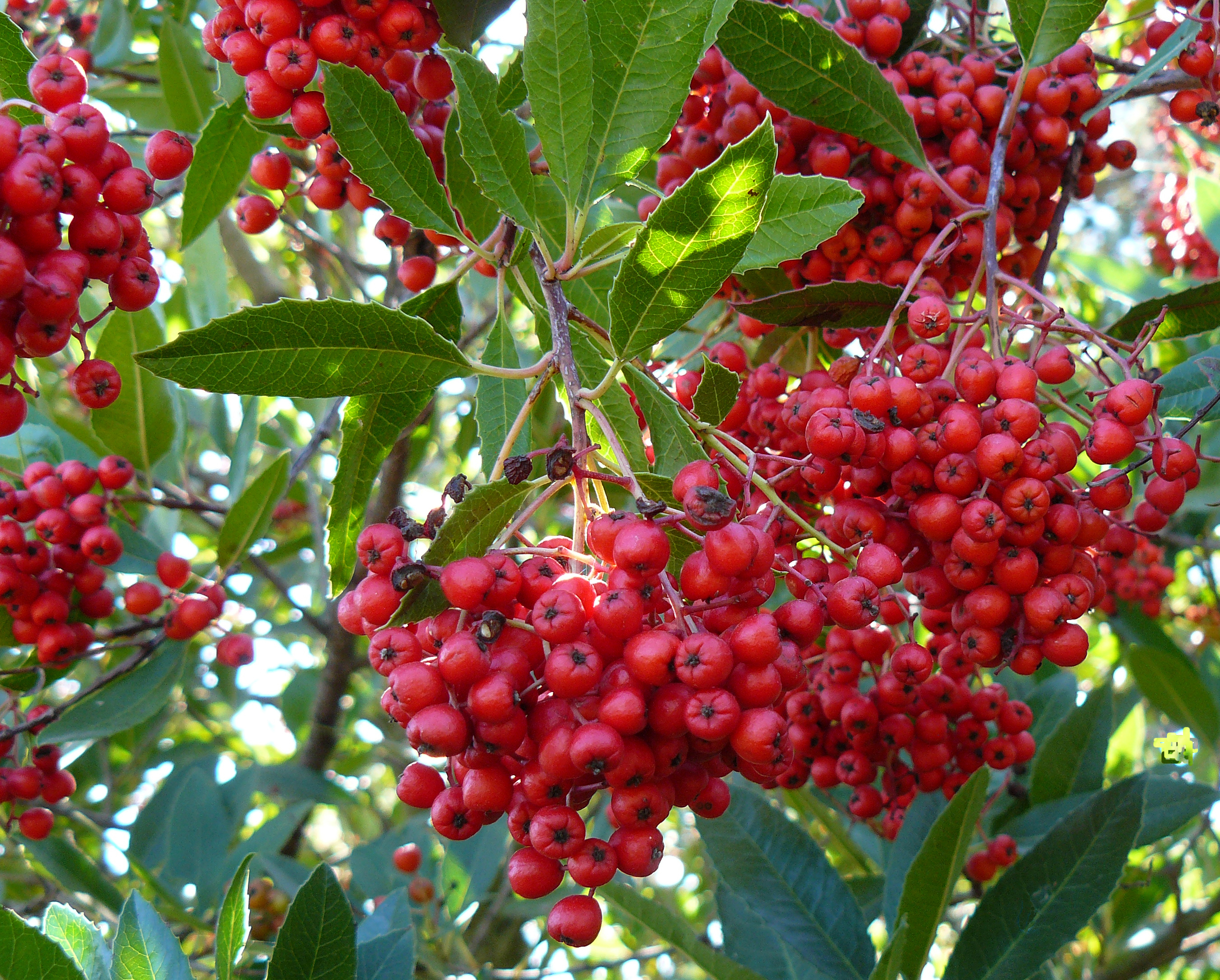
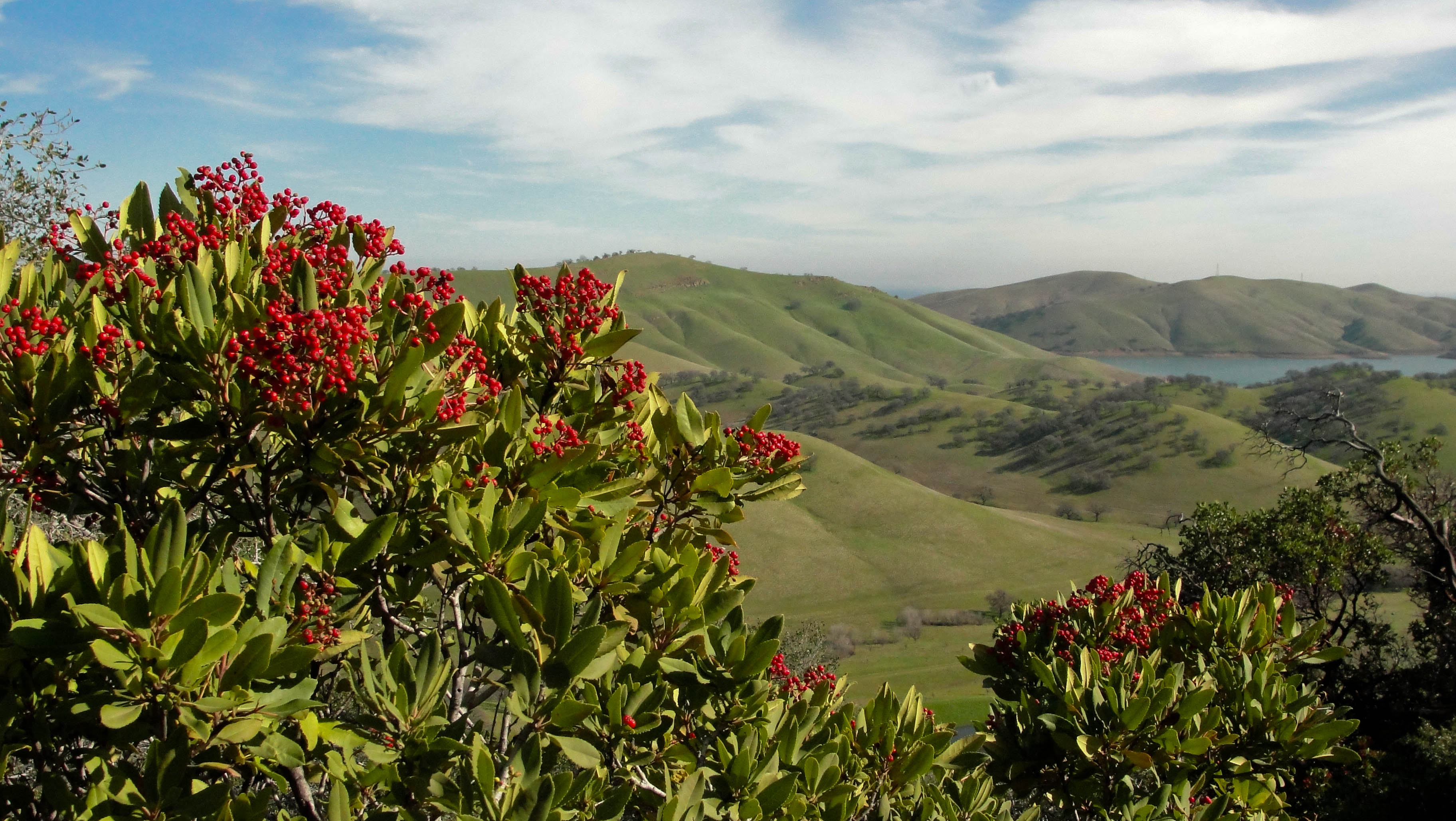
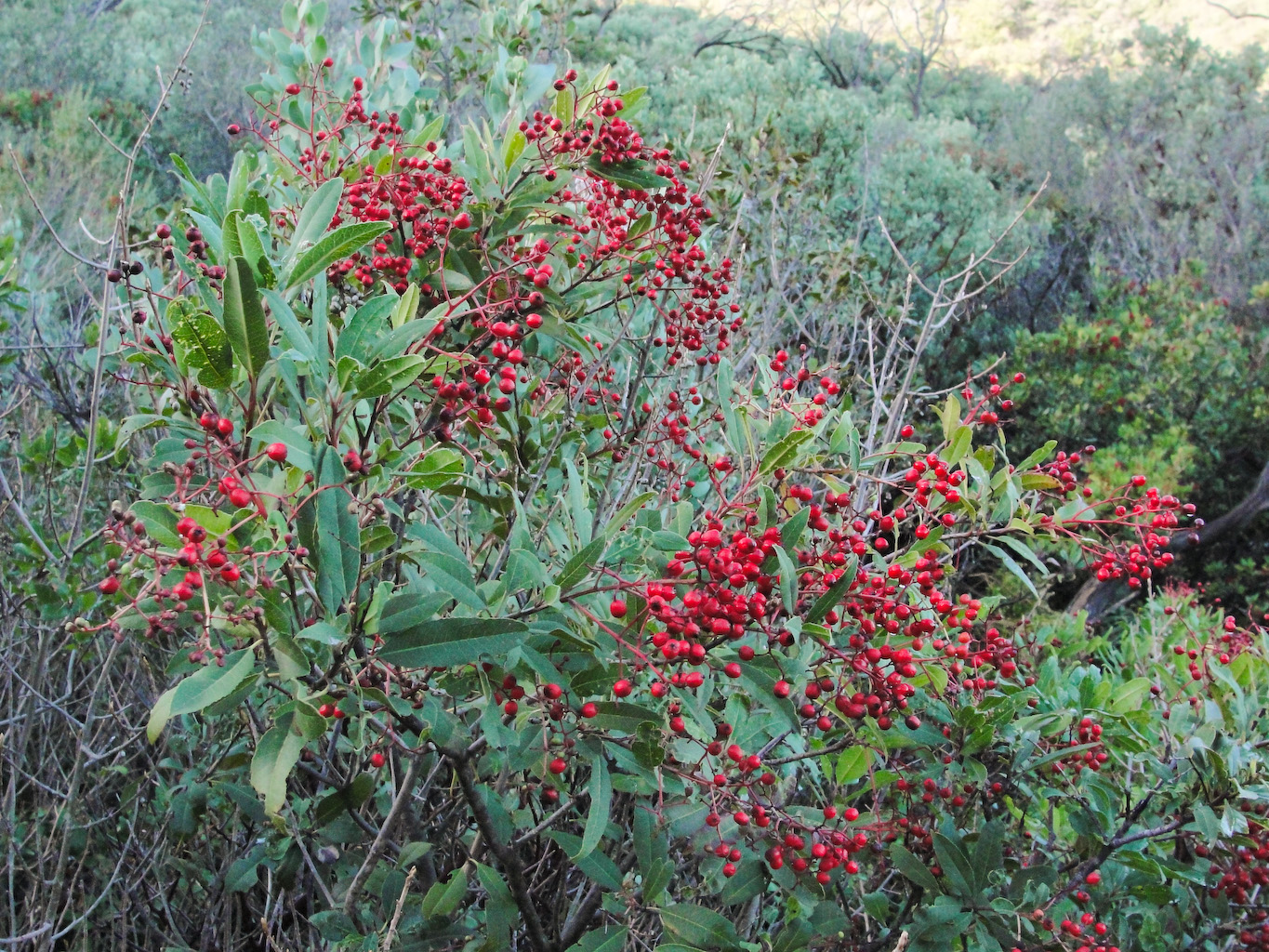
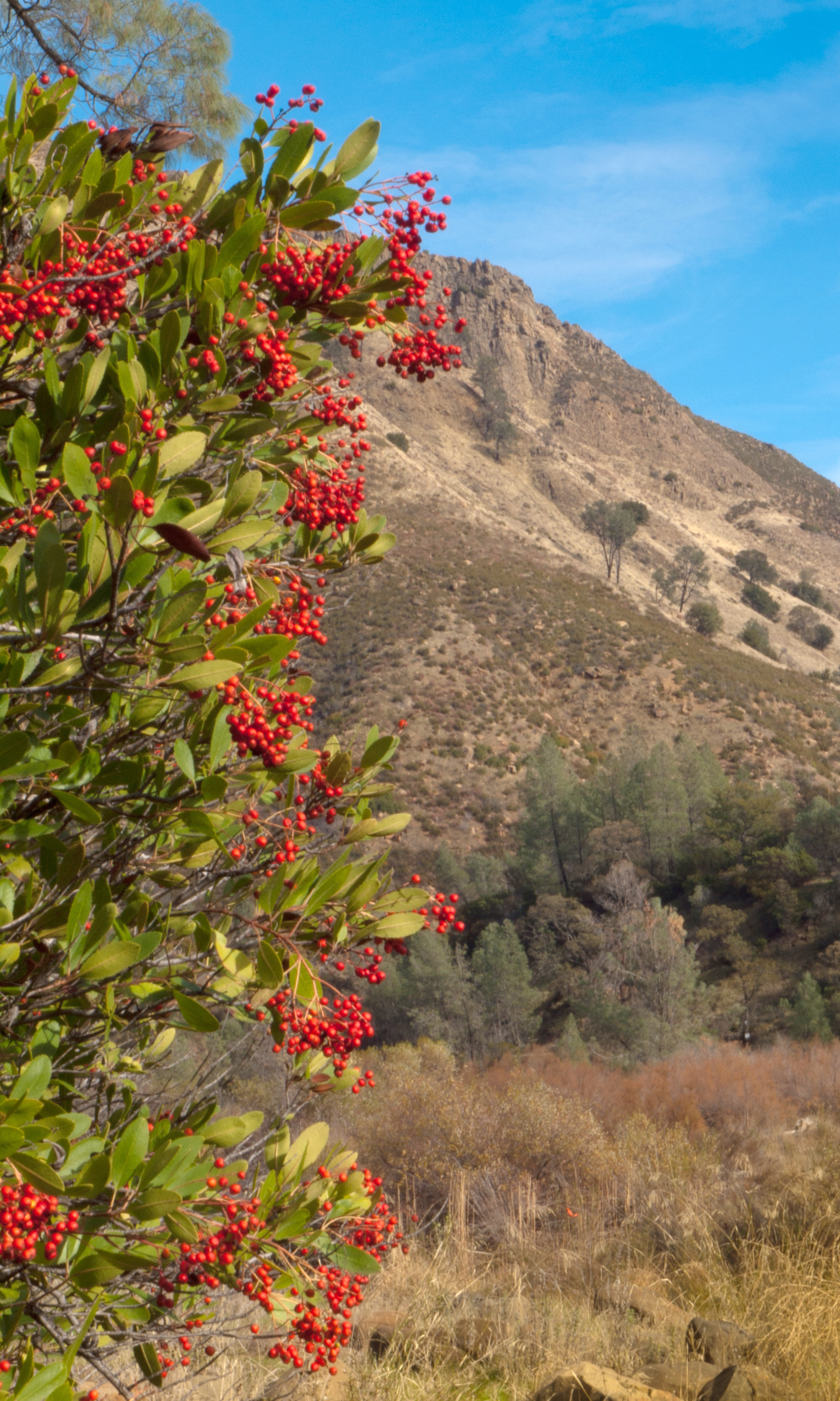